# Unterberg–Jochart
Der Zug Unterberg–Jochart ist eine Gebirgsgruppe der Gutensteiner Alpen, einer nördlichen Voralpengruppe in Niederösterreich.

## Geographie

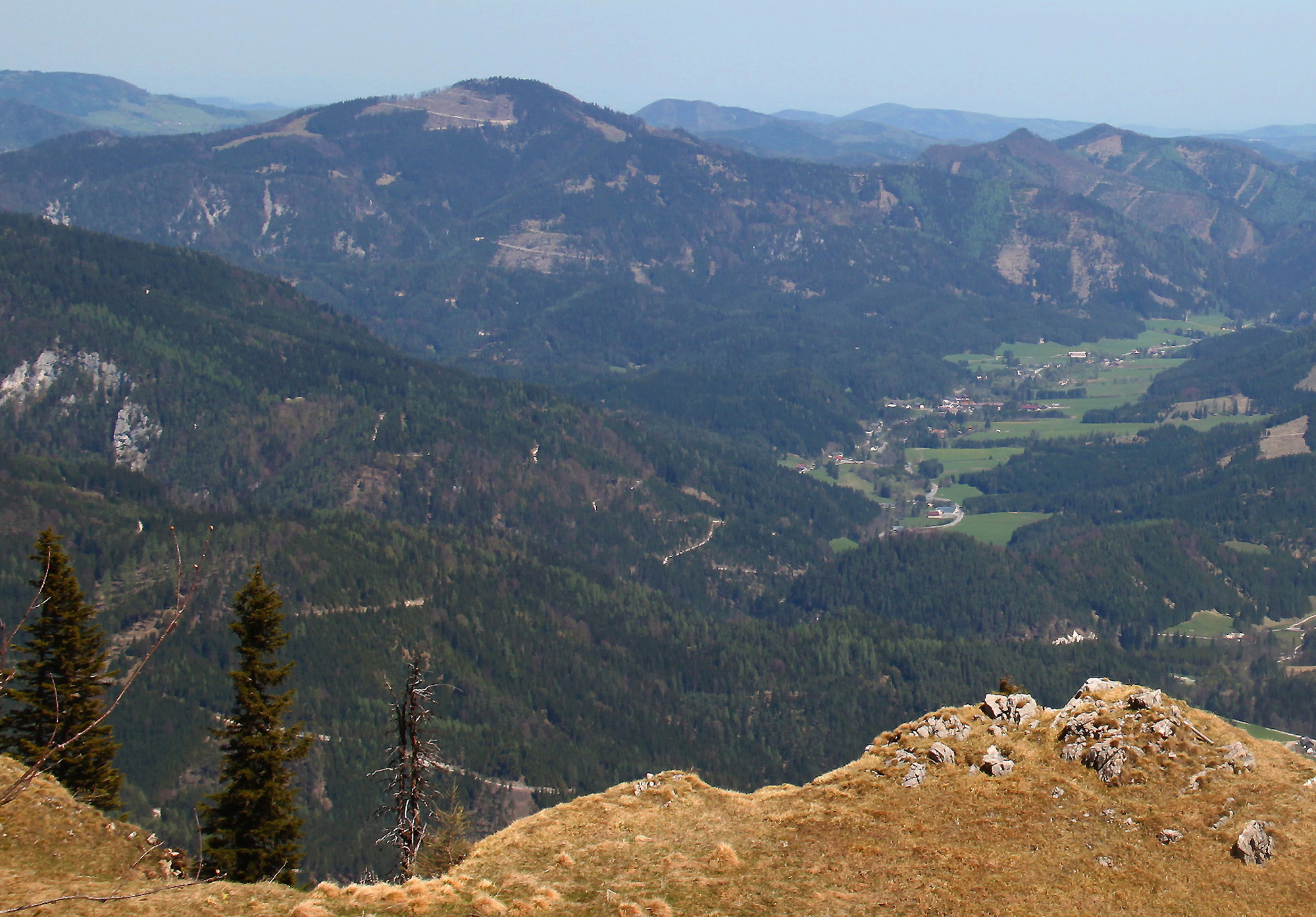
Hauptkamm der Gruppe um die Jochart und die Talung Gegend, von Süden vom Obersberg

### Lage und Landschaft
Die Unterberg–Jochart-Gruppe befindet sich um die 30 Kilometer südöstlich von Sankt Pölten und 35 Kilometer nordwestlich von Wiener Neustadt, zwischen Gölsental, Schwarzatal und Piestingtal, und erstreckt sich in Ost-West-Richtung etwa 20 km, in Nord-Süd-Richtung gut 15 km.
Sie bildet den letzten hochmontanen Zug des gegen Wien hin auslaufenden Alpenhauptkammes und erstreckt sich in der Mitte der Gutensteiner Alpen.
Zentral in der Gruppe liegt der 1342 m ü. A. hohe Unterberg, südwestlich im Hauptgrat die Jochart mit 1266 m ü. A. Bis auf die höchsten, kalkschroffen Gipfel ist die Gruppe eine sanfte, bewaldete Landschaft von Mittelgebirgscharakter.
Der Hauptkamm bildet auch die Bezirksgrenze Lilienfeld zu Wr. Neustadt-Land, und damit die Grenze Mostviertel zu Industrieviertel.

### Umgrenzung und benachbarte Gebirgsgruppen
Nach der österreichischen Gebirgsgruppengliederung nach Trimmel hat die Gruppe die Nummer 1867 und gehört als Teilgruppe zu den Gutensteiner Alpen (1860, AVE 23), einer Untergruppe der Niederösterreichischen Kalkalpen (1800).
Sie umgrenzt sich nach Trimmel (von Nordwest im Uhrzeigersinn, Grenzzüge kursiv, Hoch- und Tiefpunkte mit Kote):
- im Norden  die Gölsen von Rainfeld bis Hainfeld zum Alpenvorland-Gebiet zwischen Tulln und Wiener Pforte (1917)
- im Nordosten Ramsaubach über Ramsau – Kieneckgraben (bis Kote 576) – Weg zum  Bettelmannkreuz (728 m ü. A.) – Ramsental – Myrabach abwärts bis Karnerwirt (nördlich Muggendorf und Myrafälle) zur Gruppe Kieneck–Hocheck (1868)
- im Osten kurz Myrabach weiter bis Pernitz (Mündung in die Piesting 423 m ü. A.) zur Gruppe Hohe Mandling–Waxeneck (1869)
- im Südosten kurz Piesting aufwärts bis Gutenstein zur Gruppe der Dürren Wand (1862)
- im Süden Steinapiesting – Nesselgraben – Haselrast (728 m ü. A.) – Klausbach – Rohr im Gebirge – Zellenbach bis Nöster (Gegend, Mündung Langseitengerinne bei 644 m ü. A.) zur Gruppe Handlesberg–Haberkogel (1865)
- im Westen Langseitegerinne – Kalte Kuchl (728 m ü. A.) – Halbachtal über Kleinzell bis zur Mündung in die Gölsen (381 m ü. A.) zur Gruppe Reisalpe–Hegerberg (1866)

### Gliederung und Gipfel
- Der Hauptgrat der Gruppe, der das Gemeindegebiet Rohr im Gebirge und damit das oberste Leithagebiet nordwestlich begrenzt, führt von der Kalten Kuchl über die Jochart (1266 m ü. A.), die Passhöhe Hammerleck (987 m ü. A.), den Sonnstein (1124 m ü. A.), den Kleinzeller Fels (1061 m ü. A.), und den Pass Griesler Gscheid (ca. 885 m ü. A.) zum Unterberg (1342 m ü. A.). Er stellt die Verbindung vom Göller-Gippel-Zug zum Kieneck–Hocheck-Zug und dem Wienerwald her.
- Der südliche Parallelkamm ist mit dem Unterberg durch die 1178 m ü. A. hohe Passlage Maria Einsiedl beim Unterberg-Schutzhaus verbunden und durch Rainbach und Myrabach getrennt. Er geht vom Rohrer Sonnstein (1124 m ü. A.) die Gemeindegrenze Gutenstein–Muggendorf ohne bedeutendere Gipfel entlang bis Pernitz, mit dem Trafelberg (Traflberg, 1146 m ü. A.) an der Myra. Von der Haselrast über Rohrer Sattel und Klostertaler Gscheid läuft in der Handlesberg–Haberkogel-Gruppe die Verbindung zum Schneeberg
- Die Nordgruppe ist hauptsächlich ein sanfter Rücken, der die Gemeindegrenze Kleinzell zu Ramsau bildet, und durch deren Talschaften mehrfach gegliedert ist. Über den tief einschneidenden Dürrholzer Kreuz-Sattel (L132 Ramsauer Straße, ca. 720 m ü. A.), den Kruckensattel (1124 m ü. A.) und den Höhenberg (1027 m ü. A.) führt er zum Hainfelder Kirchenberg (924 m ü. A.). Westlich zweigt er in die Gemeindealpe (1005 m ü. A.).

## Hydrographie und Geologie
Die umgrenzenden Flüsse bilden auch die großen Einzugsgebiete, der Norden ist Gölsengebiet der Traisen, der Süden Schwarzagebiet der Leitha, südöstlich des Unterbergs geht das Wasser zur Piesting der Fischa. Rainbach wie Klausbach südlich folgen der Stratigraphie, brechen dann aber ab Rohr wie die ganze Schwarza südwärts durch die Kalkalpen. Die Halbach- und Ramsaubach-Nebentäler stellen die Schichtungen der Nordflanke besonders gut dar.
Die Gruppe gehört beinahe vollständig zu den Nördlichen Kalkalpen der Nordalpen (Ostalpines Permomesozoikum, Trias–Unterkreide). Geprägt ist sie von der Unterberg-Decke als Teildecke der Ötscher-Decke, die von Lassing über den Ötscher bis in den Wienerwald streicht, und der von ihr überschobenen Reisalpen-Decke nördlich.
Der Zentralkamm der Gruppe ist durchwegs bankige Hauptdolomit (hier Oberkarn–Obernor, 230–210 mya), die Nordschrofen des Unterbergs auch jüngerer Plattenkalk (Norium bis Rhätium, 200 mya).
Die Abdachung Richtung Süden besteht aus der älteren Serie Gutensteiner Kalk – Wettersteinkalk – Wettersteindolomit (Anis bis Ladin–Cordevol, 250–230 mya), die an der Haselrast und bei Krumbach mit einer Ader Lunzer Sandstein wieder in Hauptdolomit überführt (gegen Gschaiderwirt eine Scholle in gespiegelter Folge zurück zum Plattenkalk).
Die nordwestlichen Tallagen gehören zur Opponitzer Decke (Lunzer Decke I) und Frankenfelser Decke, und zeigen dann ab der Gemeindealpe älter werdend kalkig, mergelig bis sandsteinige Bänder von Opponitz-, Lunz- (Gütenbach- und Schneidbach-Tal) bis Reifling-Formation (Salzerbad- und Oberried-Tal), dann Gosau im Heugraben und Jura („Aptychenschichten“) im Suchtal, und dann wieder dunkel gebanktes Gutenstein, und laufen bei Hainfeld in Ybbsitzer Klippenzone und erstem Flysch aus.
Besonders am von der Jochart westwärts streichenden Grat, am und südlich vom Unterberg, am Südfuß des Größenbergs, am mittleren Halbach, an der Nordflanke des Hirschkogels und der Südwestflanke der Gemeindealpe wie auch rund um Salzerbad finden sich etliche Höhlen.